# خیانت (فیلم ۱۹۳۳)
خیانت (انگلیسی: Treason) فیلمی در ژانر وسترن به کارگردانی جورج بی سیتز است که در سال ۱۹۳۳ منتشر شد. از بازیگران آن می‌توان به باک جونز اشاره کرد.